# Astragalus gypsaceus
Astragalus gypsaceus es una especie de planta del género Astragalus, de la familia de las leguminosas, orden Fabales.

## Distribución
Astragalus gypsaceus se distribuye por Irán.

## Taxonomía
Fue descrita científicamente por Beck. Fue publicada en Denkschr. Kaiserl. Akad. Wiss., Wien. Math.-Naturwiss. Kl. 51(2): 334 (1886).